# 差價合約
在金融學中，差價合約（英語：contract for difference，缩写为 ）是買方和賣方之間的一項合約，根據合約由賣方付給買方資產現行價值和平倉價值之間的差價（反之，如果差價為負，由買方付給賣方）。差價合約是一種金融衍生工具，它允許交易者利用標的資產的價格上漲或價格下跌獲利。它們通常用於推測市場。 差價合約是一種利用自身潛在利潤和損失的槓桿工具。
比方說當標的資產為股本時，合約即成為股本衍生工具，允許交易者在不擁有股本的情況下參與股價投機。差價合約持有人面臨追踪誤差、對手方風險和高槓桿的風險。投資人面臨著在價格往預期方向走之前被斬倉（強制平倉）的可能性。
差價合約可在英國、荷蘭、波蘭、葡萄牙、德國、瑞士、意大利、新加坡、南非、澳大利亞、加拿大、新西蘭、瑞士、挪威、法國、愛爾蘭、日本和西班牙等國家和地區市場上交易。因為受到美國證券交易委員會關於場外交易金融商品的限制，CFD不能在美國市場進行交易。
差價合約產生於1990年代初期的倫敦，它最初是以保證金交易的股票互换的一種形式出現。CFD的誕生歸功於Brian Keelan和Jon Wood在90年代初期的一項收購交易。

## 負餘額保護
負餘額保護意味著客戶永遠不會失去比在經紀商存入的存款更多的資金。如果加槓桿的倉位虧損迅速惡化，客戶只需承擔帳戶本金的損失，經紀商無權追討额外损失形成的債務。一些經紀商擔心市場交易的部位劇烈波動會導致公司鉅額的虧損，所以通常會主動在可能造成市場劇烈波動的事件之前下調客戶的最高槓桿，雖然這也導致了客戶不滿。

### 起因
2011年9月6日，瑞士国家银行承諾無限量買入外幣（歐元），避免瑞士法郎升值。EUR/CHF的匯率下限設定為1.2。
2015年1月14日，瑞士国家银行突然宣布放棄實施三年的掛勾機制，准許瑞郎自由浮動。瑞士法郎兌歐元在數分鐘內大升30%。事件導致部分金融機構現出巨額損失，甚至倒閉。一些散戶的損失超過了本金，帳戶出現負餘額。之後，歐洲證券及市場管理局推出新法規，要求金融機構為個人投資者提供負餘額保護。不過，受負餘額保護的对象並不包括專業投資者。

## 可交易的商品
一般來說任何期貨或者現貨的商品都可以找到對應的差價合約。在目前的金融市場中，CFD交易可以涵蓋的范围包括但不限於以下幾種：股票、指數、外匯、大宗商品、加密貨幣等。需要注意的是，不同的交易平台和國家法律法規可能會對CFD交易有所限制，投資者在進行交易前需充分瞭解相關信息。

## 地区监管合规
在全球主要金融市場中，美國證券交易委員會、美國商品期貨交易委員會和香港證券及期貨事務監察委員會均禁止CFD交易。歐洲證券及市場管理局允許金融機構提供CFD交易，但禁止主動向零售客戶推介相關服務。
| 国家和地区     | 监管状态               |
| -------------- | ---------------------- |
| 美国           | 完全禁止               |
| 加拿大         | 允许（有限制或无限制） |
| 墨西哥         | 无监管                 |
| 哥伦比亚       | 无监管                 |
| 巴西           | 完全禁止               |
| 智利           | 允许（有限制或无限制） |
| 南非           | 允许（有限制或无限制） |
| 辛巴威         | 无监管                 |
| 賽普勒斯       | 允许（有限制或无限制） |
| 中华人民共和国 | 无监管                 |
| 香港           | 完全禁止               |
| 臺灣           | 允许（有限制或无限制） |
| 英国           | 允许（有限制或无限制） |
|                | 允许（有限制或无限制） |
| 日本           | 允许（有限制或无限制） |
| 新西兰         | 允许（有限制或无限制） |
| 比利时         | 完全禁止               |
| 巴西           | 允许（有限制或无限制） |
| 新加坡         | 允许（有限制或无限制） |
| 泰國           | 允许（有限制或无限制） |
| 西班牙         | 允许（有限制或无限制） |
| 法國           | 允许（有限制或无限制） |
| 德国           | 允许（有限制或无限制） |